# Облога Могильова (1655)
Облога Могильова в 1655 році — епізод війни між Росією та Річчю Посполитою в 1654—1667 років. Облога відбулася лютому-травні 1655 року військами Великого князівства Литовського проти гарнізону військ Московської держави та городян.

## Хід подій
Під час контрнаступу в січні 1655 р. війська ВКЛ на чолі з Я. Радзівілом та В. Госевським взяли в облогу Новий Бихов. Частина армії розпочала облогу Могилева. На початку 1655 р. у Могилеві було 4000 козаків та 1105 московських вояків. Міські укріплення були значно вдосконалені. За наказом царя Олексія Михайловича до міста було направлено 3 піхотні полки та 400 козаків на чолі з князем Р. Р. Рамадановським. 3 лютого зі Шклова у Могильов були перекинуті 1500 найманців полковник Г. Фонштадена. 2 лютого Радзівіл підвів свої основні сили під Могильов. 3 лютого Радзівіл та Госевський вимагали, щоб захисники здалися. Командування гарнізону відхилило цю пропозицію і, як повідомив царський воєвода М. П. Воєйков, «усі до оборони оборону і битву вдарили … Вийшовши з міста, на виїзді билися три дні і відбили його, Родівіла, з обозу 50 возів із запасами».

### Повстання проти московитів
У ніч на 15 лютого становище захисників різко погіршилося: полковник Білоруського козацького полку К. Поклонський покинув місто нібито для боротьби проти військ Радзивілла і "зрадив з могильовською та іншими міст шляхтою, а також із козаками, які перебували в його полку. 400 людей приєдналися до Радзівілів, у тому числі частина могилівських міщан. Вони брали участь у штурмі замку та внутрішньої шахти Старого замку: «Лютий 6-го дня. як гетьмани Родівіл і Гасевський та Богуслав Родівіл з польськими та литовськими людьми прийшли до Могилева. і в той. государ, час міщани Могилева залишались у великому валу з Родівілом, а до меншого валу та в'язниці до твоїх государевих людей вони йшли в атаку і разом з литовським народом билися в набігах».
Однак є ще одна вельми цінне свідчення сучасника тих подій, історика, поета і громадського діяча Ієроніма Веспасіана Каховського, який зберіг більш реалістичний опис подій, що відбулися в той час в Могильові. Згідно з цим автором, могильовці бачачи несприятливий для Московської держави розвиток військової компанії визнали за краще повернутись назад, до складу Речі Посполитої. В обумовлений час частина городян вийшло за міські укріплення. Саме вони почали кликати на допомогу кричати про те, що на них напали «Поляки» і «Литва», що багато серед них убиті, а частина взята в полон. На допомогу городянам кинулися московські солдати і стрільці. Після цього змовники закрили міські ворота і почали методично розстрілювати «Москву» з міських стін. Одночасно почалося повстання і в самому Могильові, де залишилася частина гарнізону. Він був частиною знищений, а 986 солдатів і стрільців було взято в полон.
Під час штурму захисники втратили близько 1000 козаків та понад 300 московських військовослужбовців, але відбили атаку та здійснили кілька рейдів у відповідь. Нічний штурм Старого міста та замку 28 лютого, напади, здійснені після вибухів пороху в підкопах 18 березня та 19 квітня, і найтяжча атака для захисників 23 квітня закінчилася безуспішно для військ Радзивілла. Під час облоги козаки гетьмана І. Золотаренка напали на тил військ Радзивіла, зруйнували міста та гарнізони (Бобруйськ, Королевська Слобода, Глуск). 27 квітня Залотаренко відправив на човнах Ніжинський та Стародубський полки до Могильова через Дніпро на чолі з його братом В. Залотаренком та Т. Анікеєвим, і він «вийшов з усією ротою» на берег. Дізнавшись про наближення козаків, Радзівіл 1 травня розпочав останній штурм міста. Однак це також закінчилося невдачею. Того ж дня Радзивілл зняв облогу, спалив пости у Новому Місті та відійшов з військом за Березину. Частина містян разом з ним покинула Могильов. Внаслідок невдалої облоги плани наступу Радзивілла були зірвані, а контрнаступ військ ВКЛ зупинений.